# 朝旭街道
朝旭街道是中华人民共和国黑龙江省绥化市北林区下辖的一个街道办事处。

## 行政区划
朝旭街道下辖以下村级行政区划单位：
泰华社区、金叶社区、联通社区和朝阳社区。